# Brevicoryne jiayuguanensis
Brevicoryne jiayuguanensis är en insektsart. Brevicoryne jiayuguanensis ingår i släktet Brevicoryne och familjen långrörsbladlöss. Inga underarter finns listade i Catalogue of Life.